# Hugonia mayumbensis
Hugonia mayumbensis är en linväxtart som beskrevs av Arthur Wallis Exell. Hugonia mayumbensis ingår i släktet Hugonia och familjen linväxter. Inga underarter finns listade i Catalogue of Life.